# Johann Rudolf Saltzmann
Johann Rudolf Saltzmann auch Johann Rudolph Saltzmann (* 9. April 1574 anderes Datum 1573 in Straßburg; † 11. Dezember 1656 ebenda) war ein Straßburger Mediziner und Hochschullehrer.

## Leben

### Familie
Johann Rudolf Saltzmann war der Sohn des Notars Johann Saltzmann (* 12. November 1540 in Obersulz bei Wildberg in Württemberg; † 19. Februar 1626 in Straßburg) und dessen Ehefrau Anne (* 20. Juni 1551 in Böblingen; † unbekannt), Tochter von Johann Brodbeck († 1565); er hatte noch fünf Geschwister.
Er war seit dem 29. November 1603 in Straßburg in erster Ehe mit Ursula Elisabeth (* 1582 in Heidelberg; † 17. Januar 1636 in Straßburg), Tochter von Philipp Geiger (1550–1627), Hofgerichtsrat unter Kurfürst Ludwig VI., verheiratet; gemeinsam hatten sie sieben Kinder. In zweiter Ehe heiratete er Catharina (geb. Berner) († 11. April 1663 in Straßburg); gemeinsam hatten sie drei Kinder.

### Werdegang
Er immatrikulierte sich an der Akademie Straßburg zu einem Medizinstudium und promovierte dort auch 1595 mit seiner Dissertation Theses medicae de motu, sive, exercitiis, et quiete zum Dr. med.
Er war als Hochschullehrer an der Medizinischen Fakultät der Akademie tätig und zugleich auch Dekan des Kapitels Saint-Thomas. Als die Medizinische Fakultät 1619 beschloss, im Bezirk Krutenau auf dem vom Kloster Saint-Nicolas-aux-Ondes abgetretenen Grundstück, einen Botanischen Garten einzurichten, übernahm er dessen Leitung. 1619 war er Rektor der Akademie und 1651 Dekan der Medizinischen Fakultät.
Mit dem St. Galler Bürgermeister Sebastian Schobinger sowie mit Caspar Bauhin stand er in Briefverkehr.

## Schriften (Auswahl)
- Theses medicae de motu, sive, exercitiis, et quiete. 1595.
- Themata de Hydrope. Basel 1597.
- Disputation de Hominis Natura. Basel 1597.
- Leonhardt Thurneysser zum Thurn; Johann Rudolph Saltzmann: Zehen Bücher Von kalten, Warmen, Minerischen vnd Mettalischen Wassern: Samt deren Vergleichung mit den Plantis oder Erdgewächsen. Straßburg: Zetzner, 1612.
- De Vulneribus Colli & Thoracis. 1637.